# Guerra Guatemalteca-Salvadorenha de 1906
A Guerra Guatemalteca-Salvadorenha de 1906 foi um breve conflito entre esses dois países centro-americanos ocorrido entre 9 e 11 de julho de 1906 e que resultou na morte do comandante salvadorenho Tomás Regalado, aliado do governo do general Porfirio Díaz do México. O presidente guatemalteco, Manuel Estrada Cabrera, aliado do governo do presidente Theodore Roosevelt dos Estados Unidos, foi o grande vencedor, pois após a vitória se tornou o principal governante da região e assim permaneceu até ser deposto em abril de 1920 por seu próprio povo.

## Antecedentes

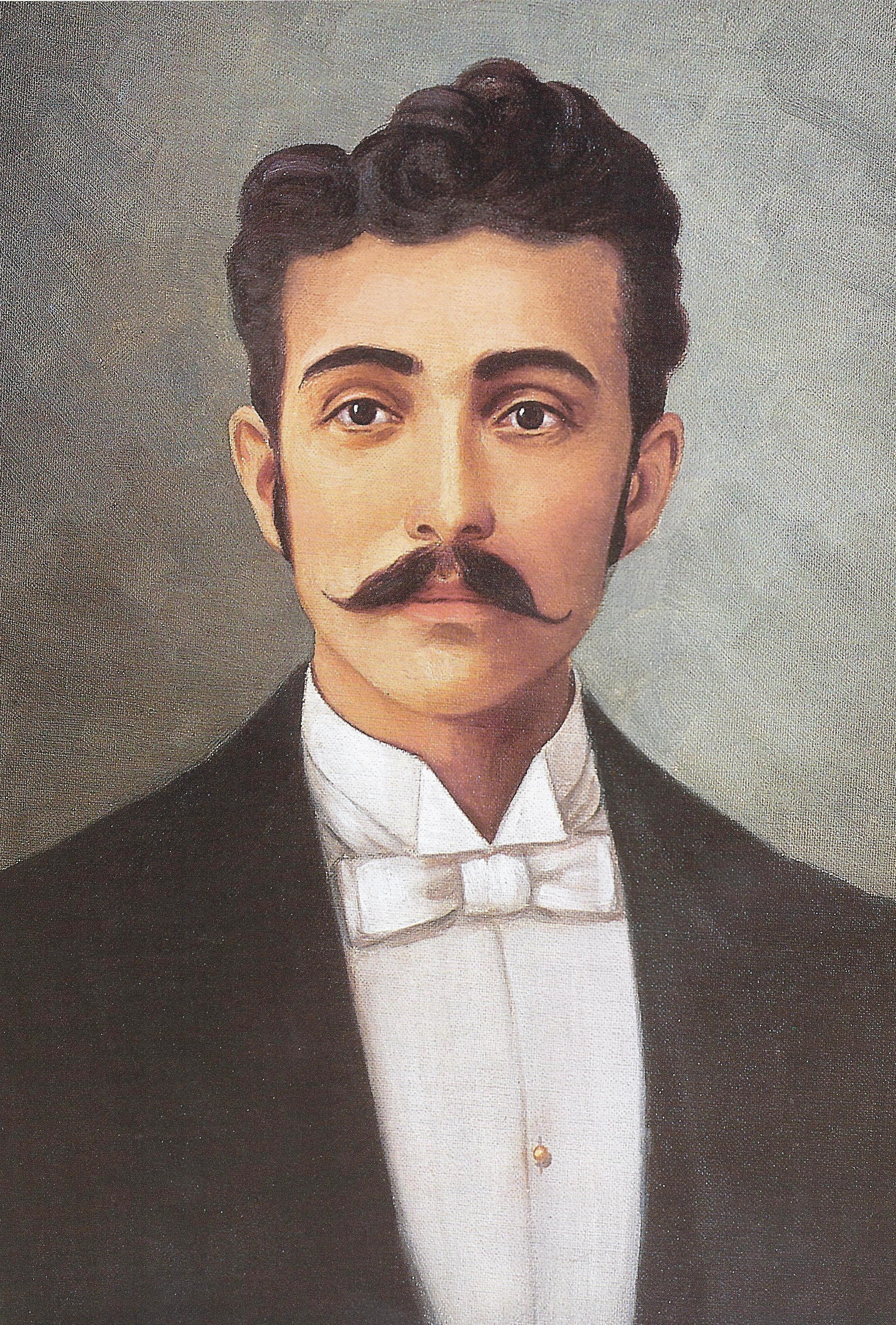
Tomás Regalado, Comandante do Exército de El Salvador.

Em 1906 houve uma invasão de emigrados políticos que viviam no México e em El Salvador. Manuel Lisandro Barillas Bercián, ex-presidente da Guatemala, e José León Castillo, ex-candidato presidencial da oposição, foram designados como comandantes dos exércitos invasores do México e de El Salvador, respectivamente. Tanto Porfirio Díaz quanto Tomás Regalado abriram as fronteiras de seus países para a livre passagem dos invasores. Também contaram com o apoio do navio a vapor Imperio, proveniente de San Francisco, Estados Unidos, e do ouro fornecido por um amigo de Barillas que morava nos Estados Unidos. Porém nem Barillas nem León Castillo eram militares destacados e, após uma série de escaramuças, a invasão falhou em Ocós em junho de 1906.

## Guerra
Regalado, inimigo jurado da Estrada Cabrera, não ficou satisfeito com o resultado da invasão fracassada. Então começou a dizer aos emigrados guatemaltecos que iria cansar e debilitar o presidente guatemalteco; ao tomar conhecimento dessa situação, o presidente salvadorenho Pedro José Escalón encontrou o meio perfeito para se livrar de Regalado, que de facto governava El Salvador e o ofuscava. Escalón fez acordos com Estrada Cabrera e constantemente telegrafava sobre todos os movimentos do futuro invasor. Depois de descobri-lo, Regalado o obrigou a fugir da capital salvadorenha para o lago de Coatepeque. Já sem a interferência de Escalón, Regalado invadiu a Guatemala em 9 de julho e alcançou facilmente Atescatempa e Jerez, embora os soldados guatemaltecos se refugiassem em Yupiltepeque.
Diante dessa situação, Estrada Cabrera emitiu uma proclamação em 10 de julho de 1906 na qual acusava o governo salvadorenho de invadir a Guatemala para impedir a conclusão da Ferrovia do Norte e pôr fim às tentativas do governo guatemalteco de recuperação econômica; na mesma proclamação, Estrada Cabrera indicou que somente a guerra resolveria a situação e convidou todos os militares guatemaltecos ou com treinamento militar para se alistar na ação contra as forças de Regalado. Nesse mesmo dia, foi publicado o decreto número 662, onde todos os homens, sem exceção legítima, com idade entre 18 e 50 anos, deveriam se apresentar ao quartel mais próximo e, caso não o fizessem, seriam processados por traição. Os cidadãos responderam ao apelo do presidente e no dia 11 de julho haviam várias pessoas nos quarteis.
O exército guatemalteco solicitou tropas de reforço, que chegaram de Sanarate, Salamá e Momostenango; estas tropas vinham vestidas de azul, e não cáqui, como as originais, o que enganou Regalado, cujas tropas também vestiam azul. Em 11 de julho de 1906, Regalado foi morto por soldados guatemaltecos quando acreditou estar entre tropas leais. O coronel Jalapaneco Rosalío López Jiménez enviou o seguinte telegrama a Estrada Cabrera após a morte fortuita de Regalado: «Desde as seis da manhã começou o combate; tomei os abismos para ir a Coatepeque, onde chegaram os reforços das batalhas de Momostenango e Sanarate e onde o Regalado veio com a bandeira, e os rapazes a rebentaram.»

## Consequências
Após a morte de Regalado, as tropas salvadorenhas recuaram para El Salvador e o Tratado de Paz, Amizade e Comércio entre Guatemala, Honduras e El Salvador foi posteriormente assinado em 20 de julho de 1906 a bordo do cruzador estadunidense "Marblehead", a pedido dos governos dos Estados Unidos e do México.

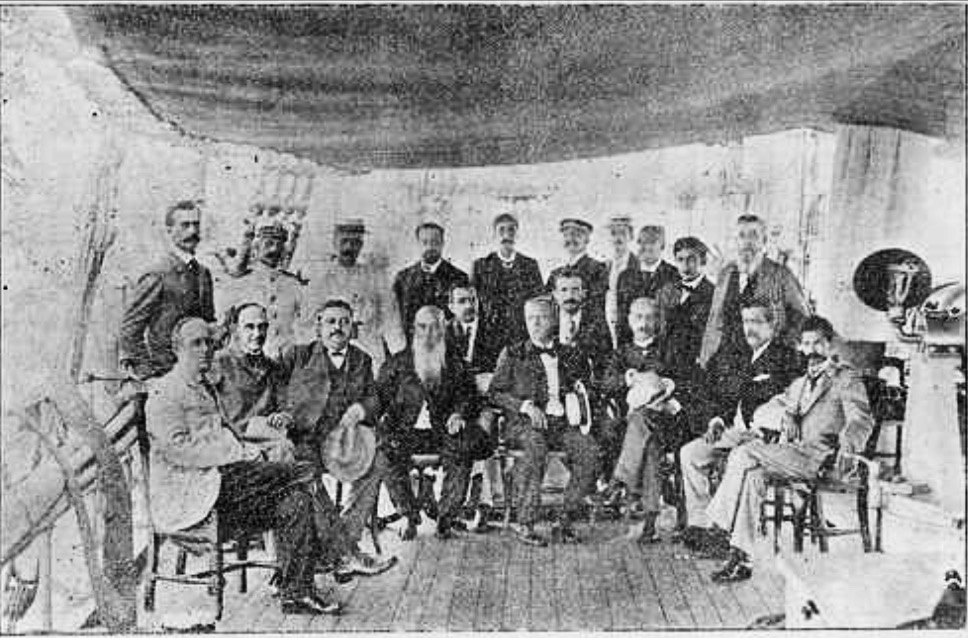
Na imagem os participantes da conferência realizada a bordo do "Marblehead".

A esse respeito, Estrada Cabrera emitiu o decreto n.º 663 em 21 de julho de 1906, por meio do qual o governo guatemalteco aceitava o Tratado de Paz de "Marblehead" em sua totalidade; além disso, o presidente guatemalteco também enviou uma carta ao general Porfirio Díaz nos seguintes termos: «A Sua Excelência o General Porfirio Díaz, Presidente dos Estados Unidos do México. Grande e bom amigo: É uma honra e satisfação expressar a Vossa Excelência que o Acordo de Paz e Arbitragem, assinado a bordo do cruzador estadunidense Marblehead em 20 de julho, foi devidamente aprovado em todas as suas partes pelo meu Governo e já teve a aprovação da Assembleia Legislativa Nacional; que, sem dúvida, agradará a Vossa Excelência que me serviu tão generosamente ao dirigir-me a iniciativa deste acordo, que pôs um fim muito digno à emergência entre esta República e as de El Salvador e Honduras.».
De 23 de julho a 27 de agosto de 1906, a Guatemala foi representada na terceira Conferência Internacional Americana por Antonio Batres Jáuregui, que escreveu um relatório detalhado que foi impresso na íntegra em várias tiragens do diário oficial  El Guatemalteco. O principal acordo foi sobre direito internacional: ratificou-se a adesão ao princípio da arbitragem e recomendou-se a reorganização do escritório das repúblicas americanas encarregado de contribuir para a efetividade dos pactos.